# 屈日莱潘
屈日莱潘（法語：Cuges-les-Pins，法語發音：[kyʒ le pɛ̃]）是法国罗讷河口省的一个市镇，属于马赛区。

## 地理
屈日莱潘（43°16'35"N, 5°42'2"E）面积38.81 平方千米，位于法国普罗旺斯-阿尔卑斯-蓝色海岸大区罗讷河口省，该省份为法国东南部沿海省份，北起沃克吕兹省，西接加尔省，南濒地中海，东临瓦尔省。
与屈日莱潘接壤的市镇（或旧市镇、城区）包括：热姆诺斯、罗克福尔-拉贝杜勒、勒卡斯特莱、普朗多普斯圣博姆、里布、锡涅。

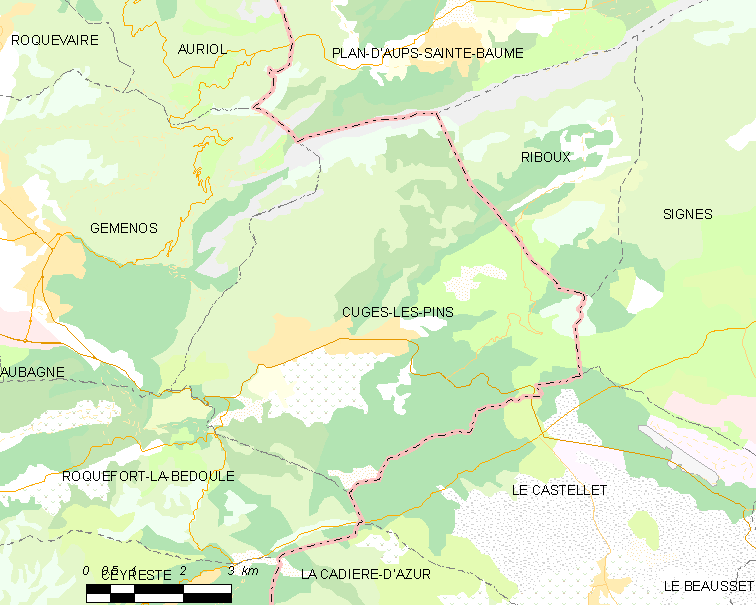
屈日莱潘的OSM定位图

屈日莱潘的时区为UTC+01:00、UTC+02:00（夏令时）。

## 行政
屈日莱潘的邮政编码为13780，INSEE市镇编码为13030。

## 政治
屈日莱潘所属的省级选区为拉西奥塔县。

## 人口

1962-2008年间屈日莱潘人口变化图示

屈日莱潘于2022年1月1日时的人口数量为5949人。